# Matthias Der
Matthias Clement Tze-Wo Der (chinesisch 謝子和, Pinyin Xiè Zǐhé, Jyutping ze6 zi2 wo4; * 14. August 1964) ist Bischof der Diözese Hong Kong Island der Hong Kong Sheng Kung Hui, der anglikanischen Kirche von Hongkong, seit Januar 2021. Davor war er Dean der St John’s Cathedral von Juli 2012 bis Dezember 2020.

## Leben
Der wurde in Hongkong geboren und lebte von 1966 bis 1976 in Taiwan, wo sein Vater als Priester der Church of the Good Shepherd in der Episcopal Diocese of Taiwan (臺灣聖公會). Er beschrieb sich selbst als Kind, „das bis zum Alter von vier Jahren nicht deutlich sprechen konnte, das sich während des größten Teils seiner frühen Schulzeit durch die Schule kämpfte und welches das ABC erst im Alter von 12 Jahren lernte“ („who could not speak clearly until the age of four, who struggled through school for most of his early schooling and who didn’t learn the ABCs till the age of 12“). Ab 1981 besuchte Der Seabury Hall, ein Internat in Hawaii. Er ging 1984 an die University of Toronto und graduierte dort mit einem Bachelor of Arts (Soziologie) und erwarb 1990 einen Master of Divinity am Wycliffe College, Toronto.

## Dienst
1990 wurde Der als Diakon in die Diocese of Toronto der Anglikanischen Kirche von Kanada ordiniert und 1991 zum Priester. Nach seiner curacy (Kuratszeit) diente Der zwanzig Jahre lang als Incumbent der St Christopher’s Anglican Church in Greater Toronto und trug dazu bei, dass St. Christopher sich zu einem Parish mit zwei Gottesdienstorten in North York und Richmond Hill entwickelte. Er wurde 2007 zum Honorary Canon der St James’ Cathedral, Toronto ernannt.
Der wurde im Juli 2012 zum Dean der St John’s Cathedral der Hong Kong Sheng Kung Hui ernannt und am 13. Oktober 2012 ins Amt eingesetzt.
Er ist auch Delegierter der General Synod of Hong Kong Sheng Kung Hui und dient als Director of Supervisors for student placement am SKH Ming Hua Theological College und ist Mitglied des Board of Governors des Matilda International Hospital.
Der wurde im November 2019 als Bishop Coadjutor der Diözese Hong Kong Island gewählt. Er wurde am 3. Oktober 2020 in der St John’s Cathedral konsekriert, nachdem die Weihe aufgrund der COVID-19-Pandemie verschoben worden war. In diesem Zug wurde auch die jahrzehntelange Tradition gebrochen, Co-Konsekratoren aus anderen Provinzen der Anglikanischen Gemeinschaft einzuladen. Er wurde am 2. Januar 2021 als Bishop of Hong Kong Island inthronisiert, in Nachfolge von Paul Kwong.

## Familie
Matthias Der ist der Sohn von Canon Edmund B. Der (謝博文法政牧師), einem anglikanischen Priester und Kanoniker, der in Hongkong, Taiwan, Kanada und den USA gewirkt hat. Sein jüngerer Bruder Canon Philip Der (謝子樂法政牧師) ist ebenfalls anglikanischer Priester und Kanoniker. Er wurde Nachfolger von Matthias als Amtsinhaber in St Christopher. Matthias Der ist verheiratet und mit seiner Frau hat er zwei Töchter.